# Манасский район
Манасский район (кирг. Манас району) — административная единица Таласской области Кыргызстана. Создан 3 сентября 1980 года после отделения от Кировского (ныне — Кара-Бууринского) района. Административный центр — село Покровка.
Район находится на северо-западе области. С севера и запада граничит с Жамбылской областью Казахстана, с юга — с Кара-Бууринским и Бакай-Атинским, с востока — с Таласским районом Таласской области.

## Население
По данным переписи населения Кыргызстана 2009 года, киргизы составляют 25 801 человек из 32 913 жителей района (или 78,4 %), курды — 2204 человека или 6,7 %, казахи — 1568 человек или 4,8 %, русские — 1093 человека или 3,3 %, узбеки — 910 человек или 2,8 %, турки — 589 человек или 1,8 %.

## Административно-территориальное деление
В состав Манасского района входят 5 аильных (сельских) округов и 22 аила (села):
- Каиндинский аильный округ: с. Арал (центр), Каинды, Нылды, Сары-Булак, Чёч-Дёбё;
- Киргизия аильный округ: с. Талас (центр), Кек-Дебе, Манас;
- Майский аильный округ: с. Майское (центр), Новодонецкое;
- Покровский аильный округ: с. Покровка (центр), Баласары, Джайылган, Кара-Арча, Сегет;
- Уч-Коргонский аильный округ: с. Кызыл-Джылдыз (центр), Ак-Таш, Джийде, Кенеш, Чон-Капка, Таш-Башат, Уч-Коргон.

## Известные люди

### В районе родились
- Женижок Кокоев (1860—1918) — акын, мыслитель и гуманист.
- Турсуналиев, Эстебес (1931—2005) — акын (поэт-певец, импровизатор).
- Шаршенбеков, Жоломан Назарбекович (род. 1999) — борец греко-римского стиля.